# Хіман і Хеб
Хіман і Хеб (сом. Ximan iyo Xeeb) — невизнана напівавтономна держава, проголошена в квітні 2008 року діаспорою Сомалі. Територія країни знаходилася на території іншої невизнаної держави — Галмудуга, яка, своєю чергою, не визнала Хіман та Хеб. Столиця – місто Ададо.

## Історія
25 липня 2010 року Тисей прийняв делегацію на чолі з президентом Галмудуга Мохамедом Ахмедом Аліном, який приїхав з коротким візитом до Ададо.
У 2014 році за підтримки федерального уряду Сомалі були проведені багатосторонні переговори про створення Центрального регіонального автономного регіону, до якого увійшли Галмудуг, Хіман, Хебі Ахльас-Суннава аль-Джамаа.
29 січня 2014 року в місті Галькайо відбулась зустріч делегацій з Хіман і Хеб та Галмудуг щодо можливості об'єднання. У цьому процесі також мала брати участь група Ахлю ас-Сунна ва-ль-Джамаа, яка контролює ділянку провінції Галгудуд. Зустріч мотивувалася положеннями федеральної конституції, згідно з якими два або більше регіонів можуть утворити федеральну державу.
30 липня 2014 року Федеральний уряд Сомалі у палаці Вілла Сомалі в Могадішо офіційно схвалив проект нової держави, при цьому були присутні президент Сомалі Хасан Шейх Махмуд, прем'єр-міністр Сомалі та представники ООН, Європейського Союзу, Африканського Союзу, IGAD та АМІС. При цьому були створені комітети, покликані забезпечити формування нової державної адміністрації та проведення відповідних консультацій у регіонах Мудуг та Галгудуд. Держава має підпорядковуватися Федеральній Конституції Сомалі.
14 жовтня 2014 року у Гароуї триденна конференція погодила угоду між федеральним урядом та Пунтлендом з 12 пунктів, в якій деталізувалися території Галгудуда та Мудуга під контролем держав Галмудуг та Хіман та Хеб, які мають увійти до нової держави.
25 грудня 2014 року напередодні конференції в Ададо зі створення Держави центральних регіонів було створено шість комісій.
21 січня 2015 року представники технічної ради зі створення Держави центральних регіонів прибули до Ададо для підготовки інагураційних церемоній. До делегації приєдналися старійшини та інтелектуали. Велися переговори з владою Хіман та Хеб.
Наприкінці березня 2015 року президент Мохамуд і дусамаребські старійшини почали обговорювати можливість перенесення установчої конференції з Ададо до Дусамаребу. Мохамуд вважав за краще Ададо, але старійшини вважали, що Дусамареб є більш безпечним місцем.
У квітні 2015 року ,після переговорів, президент Мохамуд офіційно оголосив, що Дусамалеб стане адміністративним центром новоїпровінції.16 квітня в Ададі офіційно відбулася Конференція з питань утворення Центральної регіональної держави. Окрім глав держав та представників інших країн, 510 делегатів зібралися, щоб через два тижні обрати нового президента.